# Jean Auroux
Jean Auroux (født 19. september 1942 i Thizy (Département Rhône)) er en fransk politiker. Han var først og fremmest borgmester i byen Roanne i årene 1977-2001.
I 1988 grundlagde han Sammenslutningen af borgmestre i mellemstore byer (Fédération des maires des villes moyennes), som han endnu i 2008 er æresformand for.
Han er medunderskriver af pamfletten ”Gauche avenir” sammen med Jean-Pierre Chevènement, Marie-Noelle Lienemann, Paul Quilès og Benoît Hamon.
Han trak sig tilbage fra det politiske liv i marts 2008.

## Nationale poster
- Parlamentsmedlem for det franske socialistpart (PS), indvalgt i Département Loire fra 1978 til 1981 og fra 1986 til 1993
- Formand for den socialistiske gruppe i parlamentet fra 1990 til 1993

## Ministerposter
- Arbejdsminister fra den 22. maj 1981 til den 29. juni 1982. I den egenskab blev han forfatter til en række tekster, kendt som Auroux-lovene, som har ændret de arbejdsretlige forhold i Frankrig grundlæggende;
- Tilknyttet minister hos ministeren for sociale forhold fra den 29. juni 1982;
- Stassekretær med ansvar for energiområdet fra den 23. marts 1983 til den 23. juli 1984;
- Stassekretær med ansvar for transportområdet fra den 23. juli 1984 til den 20. september 1985;
- Minister for byforhold, transport og boligforhold fra den 20. september 1985 til den 20. marts 1986.

## Lokale poster
- Medlem af generalrådet for Départementet Loire fra 1976 til 1988
- Borgmester i Roanne fra 1977 til 2001
- Byrådsmedlem i Roanne fra 2001 til 2008